# Congoni
El congoni (Alcelaphus buselaphus cokii) és una subespècie d'artiodàctil de la família dels bòvids que té unes banyes en forma de lira, com molt pocs antílops. Habita en el continent africà, concretament a Kenya i Tanzània.
Aquests animals s'alimenten d'herba i prefereixen les planes verdes. A vegades es barregen amb altres espècies com nyus i zebres. Les espècies més emparentades són el topi, el nyu i el bontebok. Mesura uns 125 cm; pesa 120–150 kg. És comú.
Els seus depredadors són les hienes, els grans felins, els gossos salvatges i els humans. Es troba a les sabanes arbrades i als munts.